# ألم خيفي
الألم الخيفي أو ألم مخالف (بالإنجليزية: Allodynia) هو الأَلَم الذي ينجم عن تَنْبيه غير مؤلم في العادة مثل اللمس أوالضغط اللطيف أو حركة المفاصل البسيطة.
يشير الألم الخيفي إلى تحسس الألم المركزي (زيادة استجابة الخلايا العصبية) بعد تحفيز غير مؤلمة في العادة، لكنه كثير من الأحيان متكررة. يمكن أن تؤدي آلام الظهر إلى تحفيز استجابة الألم من المنبهات التي لا تثير الألم في العادة. يمكن أن تثير درجة الحرارة أو المنبهات الجسدية الألم الخيفي، والذي قد يشبه الإحساس بالحرق، وغالبًا ما يحدث بعد الإصابة إلى موقع ما.
الألم الخيفي مختلف عن فرط التألم، الذي يكون عبارة عن رد فعل مفرط ومبالغ على حافز مؤلم في العادة.

## الأنواع
هناك أنواع مختلفة من الألم الخيفي:
• الألم الخيفي الميكانيكي (المعروف أيضًا باسم ألم الألم اللمسي)
o ألم خيفي ميكانيكي ثابت - ألم استجابة عند اللمس 
o الألم الخيفي الميكانيكي الديناميكي - ألم استجابة للضرب الخفيف
• ألم الألم الحراري (الساخن أو البارد) - ألم ناتج عن درجات حرارة الجلد المعتدلة في المنطقة المصابة
• ألم الحركة - ألم ناتج عن الحركة الطبيعية للمفاصل أو العضلات

## الأسباب
الأرق هو سبب سريري للعديد من الحالات المؤلمة، مثل الاعتلالات العصبية، متلازمة الألم الإقليمية المعقدة، الألم العصبي التالي للهربس، الألم العضلي الليفي، والصداع النصفي. قد يحدث ألم الألم أيضًا بسبب بعض مجموعات الخلايا الجذعية المستخدمة لعلاج تلف الأعصاب بما في ذلك إصابة الحبل الشوكي.

## الفيزيولوجيا المرضية

### المستوى الخلوي
الخلايا المسؤولة عن الآلام هي أنواع الخلايا التي تشارك في الإحساس بالألم والإحساس الميكانيكي. في الأفراد الأصحاء، تستشعر مستقبلات الألم معلومات حول إجهاد الخلية أو تلفها ودرجة حرارة الجلد وتنقلها إلى النخاع الشوكي. وتقع أجسام الخلايا لهذه الخلايا العصبية في العقد الظهرية الجذرية، وهي هياكل مهمة تقع على جانبي الحبل الشوكي. ثم تمر المحاور عبر القرن الظهري لإجراء اتصالات مع الخلايا العصبية الثانوية. تعبر الخلايا العصبية الثانوية إلى الجانب الآخر (المقابل) من الحبل الشوكي وتصل إلى نوى المهاد. ومن هناك يتم نقل المعلومات عبر خلية عصبية واحدة أو أكثر إلى القشرة الحسية الجسدية للدماغ. تتبع المستقبلات الآلية نفس المسار العام. على الرغم من ذلك، فإنها لا تعبر فوق مستوى الحبل الشوكي، ولكنها تعبر في النخاع السفلي بدلاً من ذلك. بالإضافة إلى ذلك، يتم تجميعها في مساحات منفصلة من الناحية المكانية عن المسالك المسببة للألم.
على الرغم من هذا الفصل التشريحي، يمكن للمستقبلات الميكانيكية أن تؤثر على ناتج مستقبلات الألم من خلال إجراء اتصالات مع نفس الأعصاب الداخلية، والتي يمكن أن يؤدي تنشيطها إلى تقليل الإحساس بالألم أو القضاء عليه تمامًا. هناك طريقة أخرى لوقف نقل معلومات الألم وهي عن طريق الألياف الهابطة من الدماغ. تعمل هذه الألياف من خلال أعصاب مختلفة لمنع انتقال المعلومات من مستقبلات الألم إلى الخلايا العصبية الثانوية.
ترتبط أنواع مختلفة من الخلايا أيضًا بالألم الخيفي، على سبيل المثال، هناك تقارير تفيد بأن الخلايا الدبقية المكروية في المهاد قد تساهم في الألم الخيفي عن طريق تغيير خصائص مستقبلات الألم الثانوية. يتم تحقيق نفس التأثير في النخاع الشوكي من خلال تجنيد خلايا الجهاز المناعي مثل الخلايا الوحيدة / الضامة والخلايا اللمفاوية التائية.

## المستوى الجزيئي
هنالك مجموعة قوية من الأدلة على أن ما يسمى بتوعية الجهاز العصبي المركزي يساهم في ظهور الألم الخيفي، ويشير الإحساس إلى الاستجابة المتزايدة للخلايا العصبية بعد الاستثارة المتكررة، بالإضافة إلى النشاط المتكرر، تؤدي المستويات المتزايدة لبعض المركبات إلى الحساسية. وختمت دراسات مجموعة من الباحثين إلى توضيح المسارات التي يمكن أن تؤدي إلى حساسية الخلايا العصبية في كل من المهاد والقرون الظهرية. يعتمد كلا المسارين على إنتاج الكيموكينات والجزيئات الأخرى المهمة في الاستجابة الالتهابية.
يبدو أن جزيئا مهمًا في المهاد هو سيستين-سيستين كيموكين يجند 21 (CCL21). يتم زيادة تركيز هذا الكيموكين في النواة الداخلية الخلفية الوحشية للمهاد حيث تقوم الخلايا العصبية الثانوية المسبب للألم بإجراء اتصالات مع الخلايا العصبية الأخرى. مصدر CCL21 غير معروف تمامًا، ولكن يوجد احتمالان، الاحتمال الأول أنه قد يتم تصنيعه في الخلايا العصبية الأولية المسببة للألم ونقله إلى المهاد، على الأرجح، تصنع الخلايا العصبية المتأصلة في النواة الداخلية الخلفية الوحشية جزءًا منها على الأقل. وفي كل الأحوال، يرتبط CCL21 بمستقبلات كيموسكين من النوع 7 ومستقبلات CXCR3 للمستقبلات الكيميائية على الخلايا الدبقية الصغيرة في المهاد. من المحتمل أن تكون الاستجابة الفسيولوجية للربط هي إنتاج البروستاغلاندين E2 (PGE2) بواسطة انزيمات الأكسدة الحلقية 2 (COX-2). يمكن بعد ذلك تنشيط الخلايا الدبقية الصغيرة التي تصنع PGE2 أن تحسس الخلايا العصبية المسبب للألم كما يتضح من عتبة الألم المنخفضة.
تختلف الآلية المسؤولة عن إحساس الجهاز العصبي المركزي على مستوى الحبل الشوكي عن تلك الموجودة في المهاد. عامل نخر الورم ألفا (TNF-alpha) ومستقبلاته هي الجزيئات التي يبدو أنها مسؤولة عن احساس الخلايا العصبية في القرون الظهرية للحبل الشوكي. تتسلل البلاعم والخلايا الليمفاوية إلى النخاع الشوكي، على سبيل المثال، بسبب الإصابة، وتطلق TNF-alpha والجزيئات الأخرى المؤيدة للالتهابات. ثم يرتبط TNF-alpha بمستقبلات TNF المعبر عنها على مستقبلات الألم، مما يؤدي إلى تنشيط مسارات MAPK / NF-kappa B. يؤدي هذا إلى إنتاج المزيد من عامل نخر الورم ألفا، وإطلاقه، والارتباط بالمستقبلات الموجودة في الخلايا التي تطلقه (إشارات أوتوكرين). تشرح هذه الآلية أيضًا استمرار التحسس وبالتالي الشعور بالألم الخيفي. قد يزيد TNF-alpha أيضًا من عدد مستقبلات AMPA ، ويقلل من عدد مستقبلات GABA على غشاء مستقبلات الألم، وكلاهما يمكن أن يغير مستقبلات الألم بطريقة تسمح بتنشيطها بسهولة. نتيجة أخرى لزيادة TNF-alpha هو إطلاق PGE2 ، بآلية وتأثير مشابهين لتلك الموجودة في المهاد.

## العلاج

### الأدوية
تخفف العديد من المركبات من الآلام الناتجة عن الألم الخيفي.، بعضها مخصص لأنواع معينة من الآلام بينما البعض الآخر عام. وهي تشمل:
الديناميكا الميكانيكية الديناميكية - مركبات تستهدف قنوات أيونية مختلفة؛ المواد الأفيونية
• مكسيليتين
• ليدوكائين (IV / موضعي)
• ترامادول
• المورفين (الرابع)
• الفنتانيل (IV)
• الكيتامين (IV)
• ميثيل بريدنيزون (داخل القراب)
• الأدينوزين
• مناهض الجلايسين
• ديسيبرامين
• فينلافاكسين
• بريجابالين
الآلام الميكانيكية الساكنة - حاصرات قنوات الصوديوم، المواد الأفيونية
يدوكائين (IV)
• الفنتانيل (IV)
• الأدينوزين (IV)
• الكيتامين (IV)
• مناهض الجلايسين
• فينلافاكسين
• جابابنتين (قد يكون مفيدًا أيضًا في علاج الألم الخيفي الديناميكي والبارد)

## الألم الخيفي البارد
• لاموتريجين
• ليدوكائين (IV)
قائمة المركبات التي يمكن استخدامها لعلاج الألم الخيفي أطول من هذه القائمة. على سبيل المثال، يمكن للعديد من العقاقير غير الستيرويدية المضادة للالتهابات، مثل النابروكسين، أن تمنع COX-1 و/ أو COX-2 ، وبالتالي تمنع حساسية الجهاز العصبي المركزي. تأثير آخر للنابروكسين هو تقليل استجابة الميكانيكا والمستقبلات الحرارية للمنبهات.
تعمل مركبات أخرى على جزيئات مهمة لنقل الجهد من خلية عصبية إلى أخرى. ومن الأمثلة على ذلك التدخل في مستقبلات الناقلات العصبية أو الإنزيمات التي تزيل الناقلات العصبية غير المرتبطة بالمستقبلات.
نظام كانابنيويد الداخلي هو عبارة عن جزيئات يمكنها تخفيف الألم عن طريق تعديل الخلايا العصبية المسبب للألم. عندما يتم إطلاق أنانداميد، وهو نظام كانابنيويد الداخلي، يتم تقليل الإحساس بالألم. يتم نقل الأنانداميد لاحقًا مرة أخرى إلى الخلايا العصبية التي تطلقه باستخدام إنزيمات ناقلة على غشاء البلازما، مما يؤدي في النهاية إلى تثبيط الإحساس بالألم. وعلى الرغم من ذلك، يمكن منع هذا الامتصاص مرة أخرى بواسطة AM404 ، مما يطيل مدة منع الألم.

## شخصيات معروفة
هاوارد هيوز